# Sviati Horî, Mena
Sviati Horî (în ucraineană Святі Гори) este un sat în comuna Leninivka din raionul Mena, regiunea Cernihiv, Ucraina.

## Demografie
Componența lingvistică a localității Sviati Horî
     Ucraineană (100%)
Conform recensământului din 2001, toată populația localității Sviati Horî era vorbitoare de ucraineană (100%).